# Мухаммад-шах II
Муиз-уд-Дин Мухаммад Шах II, с рождения — Карим-Хан (? — февраль 1451) — султан Гуджарата из династии Музаффаридов (1442—1451), сын и преемник Ахмад-шаха I. Он расширил и укрепил султанат.

## Биография

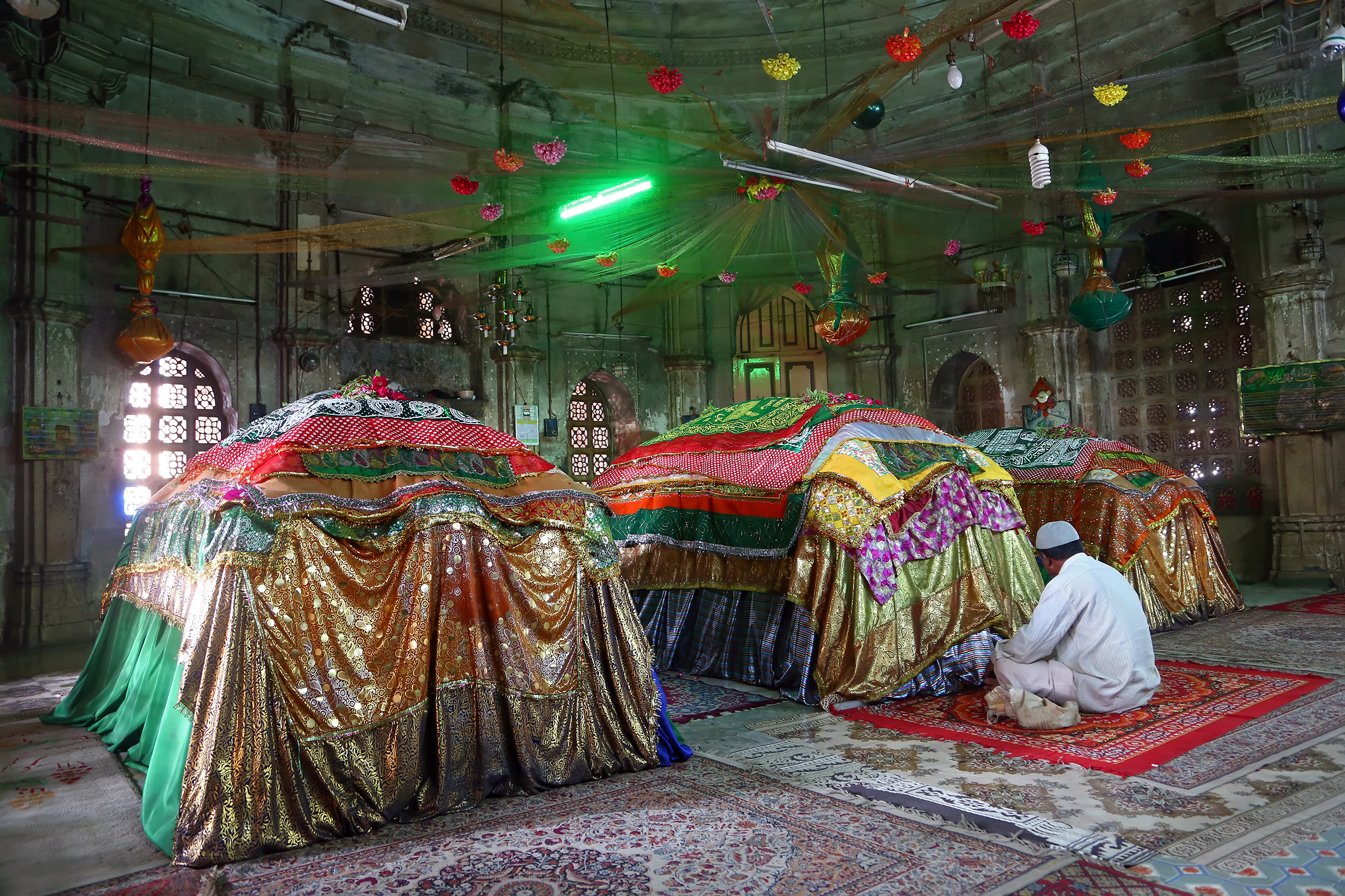
Могила Мухаммад-шаха II находится рядом с могилой его отца Ахмад-шаха I в Мавзолее Ахмад-шаха, Ахмадабад

В 1442 году после смерти своего отца, гуджаратского султана Ахмад-шаха I, принц Карим-хан вступил на султанский престол, приняв тронное имя — Муиз-уд-Дин Мухаммад Шах II. Он также был известен как Гиас-уд-Дуниа Вад-дин и Зарбакш — Дающий Золото.
В 1445 году Мухаммад-шах выступил в поход против раджпутского вождя Бир Раи из княжества Идар. Последний вынужден был согласиться отдать свою дочь замуж за султана, а взамен Мухаммад-шах утвердил за ним его княжество. Следующую кампанию гуджаратский султан предпринял против Канха Рая из Дунгарпура, который укрылся в горах, но затем вернулся и, выплатив дань султану, который утвердил за ним его собственное княжество. Мухаммад-шах женился на Биби Мугл, дочери Джама Джуны из династии Самма, правящей в Татте (Синд). Она родила ему сына, принца Фахет-хана, который позднее стал известен как султан Гуджарата Махмуд Бегада (1445—1511).
В 1450 году Мухаммад-шах выступил в поход на раджпутский форт Чампанер и захватил нижнюю крепость. Союзником раджи Чампанера был малавский султан Махмуд Хилджи. Последний во главе 80-тысячной конной армии вторгся в Гуджарат. При его приближении Мухаммад-шах отступил в форт Годхра. Гуджаратский султан готовился бежать в порт Диу, когда его дворяне, возмущенные его трусостью, отравили своего монарха. Другие источники передают, что на обратном пути султан серьезно заболел и скончался в феврале 1451 года. Он был похоронен слева от гробницы своего отца Ахмад-шаха на площади Манек Чоук в Ахмадабаде.
Преемником Мухаммад-шаха II стал его старший сын Джалал-хан (1429—1458), принявший имя Ахмад-шаха II.